# يوليوس لوثر ماير
يوليوس لوثر ماير (بالألمانية: Julius Lothar von Meyer C)‏ (1830 – 1895م). عالم كيمياء ألماني، أظهر العلاقة بين الأوزان الذرية وخواص العناصر. أدى عمله وعمل العالم. الكيميائي الروسي ديميتري مندلييف إلى تطوير جدول دوري للعناصر، حيث تقع العناصر في مجموعات طبقًا لأوزانها الذرية وخواصها.
واستنتج ماير أن العناصر تتكون من أنواع عديدة من الجسيمات الأصغر. ودفعت هذه الفكرة أشخاصًا آخرين لدراسة البناء الذري. ولد ماير في توبنغن عام 1830. كما أثبت وجود علاقة بين الكتل الذرية، وخواص العناصر
ورتب العناصر تصاعدياً وفق الكتل الذرية.

## روابط خارجية
- يوليوس لوثر ماير على موقع الموسوعة البريطانية (الإنجليزية)